# Leichtathletik-Weltmeisterschaften 2015/Teilnehmer (Kasachstan)
| Gelbes Symbol für Goldmedaillen mit stilisierten Olympischen Ringen | Graues Symbol für Silbermedaillen mit stilisierten Olympischen Ringen | Braundes Symbol für Bronzemedaillen mit stilisierten Olympischen Ringen |
| ------------------------------------------------------------------- | --------------------------------------------------------------------- | ----------------------------------------------------------------------- |
| —                                                                   | —                                                                     | 1                                                                       |

Der Leichtathletikverband Kasachstans nominierte zehn Athleten für die Leichtathletik-Weltmeisterschaften 2015 in der chinesischen Hauptstadt Peking.

## Medaillen
Mit einer gewonnenen Bronzemedaille belegte das Team Kasachstans Rang 32 im Medaillenspiegel.

### Medaillengewinner

#### Bronze
- Olga Rypakowa: Dreisprung

## Ergebnisse

### Männer

#### Laufdisziplinen
| Athlet            | Disziplin   | Vorlauf | Vorlauf | Halbfinale | Halbfinale | Finale    | Finale |
| Athlet            | Disziplin   | Zeit    | Platz   | Zeit       | Platz      | Zeit      | Platz  |
| ----------------- | ----------- | ------- | ------- | ---------- | ---------- | --------- | ------ |
| Michail Krassilow | Marathon    |         |         |            |            | DNF       | DNF    |
| Georgi Scheiko    | 20 km Gehen |         |         |            |            | 1:24:58 h | 30     |

#### Sprung/Wurf
| Athlet          | Disziplin      | Qualifikation | Qualifikation | Finale             | Finale             |
| Athlet          | Disziplin      | Weite/Höhe    | Platz         | Weite/Höhe         | Platz              |
| --------------- | -------------- | ------------- | ------------- | ------------------ | ------------------ |
| Roman Walijew   | Dreisprung     | 16,04 m       | 25            | nicht qualifiziert | nicht qualifiziert |
| Nikita Filippow | Stabhochsprung | 5,40 m        | 30            | nicht qualifiziert | nicht qualifiziert |

### Frauen

#### Laufdisziplinen
| Athletin              | Disziplin | Vorlauf | Vorlauf | Halbfinale         | Halbfinale         | Finale             | Finale             |
| Athletin              | Disziplin | Zeit    | Platz   | Zeit               | Platz              | Zeit               | Platz              |
| --------------------- | --------- | ------- | ------- | ------------------ | ------------------ | ------------------ | ------------------ |
| Olga Safronowa        | 100 m     | 11,49 s | 37      | nicht qualifiziert | nicht qualifiziert | nicht qualifiziert | nicht qualifiziert |
| Olga Safronowa        | 200 m     | 23,28 s | 32      | nicht qualifiziert | nicht qualifiziert | nicht qualifiziert | nicht qualifiziert |
| Wiktorija Sjabkina    | 100 m     | 11,24 s | 20      | 11,19 s            | 18                 | nicht qualifiziert | nicht qualifiziert |
| Wiktorija Sjabkina    | 200 m     | 22,92 s | 13      | 22,77 s            | 12                 | nicht qualifiziert | nicht qualifiziert |
| Irina Smolnikowa      | Marathon  |         |         |                    |                    | DNF                | DNF                |
| Gulschanat Schanatbek | Marathon  |         |         |                    |                    | 2:45:54 h          | 40                 |

#### Sprung/Wurf
| Athletin      | Disziplin  | Qualifikation | Qualifikation | Finale             | Finale             |
| Athletin      | Disziplin  | Weite         | Platz         | Weite/Höhe         | Platz              |
| ------------- | ---------- | ------------- | ------------- | ------------------ | ------------------ |
| Irina Ektowa  | Dreisprung | 13,61 m       | 17            | nicht qualifiziert | nicht qualifiziert |
| Olga Rypakowa | Dreisprung | 14,33 m       | 4             | 14,77 m            | Bronze             |